# Ґабріель Валентін де Робер
Ґабріель Валентін де Робер (фр. Gabrielle Valentine des Robert; 4 червня 1904 року, муніципалітет Сен-Мієль, департамент Мез, Лотарингія, Франція—3 грудня 2018) — повністю верифікована французька супердовгожителька, вік якої було підтверджено Групою геронтологічних досліджень (GRG). 19 вересня 2018 року увійшла в топ-100 найстаріших повністю верифікованих людей в історії. Прожила 114 років і 182 дні.

## Життєпис
Ґабріель Валентін де Робер народилася 4 червня 1904 року в муніципалітеті Сен-Мієль, департамент Мез, Лотарингія, Франція, в сім'ї Пауля де Робера та Гелен Дельєрм. В 1911 році її сім'я переїхала до міста Нант, регіон Пеї-де-ла-Луар, Франція, де вона і проживала до самої смерті.
Вона була медсестрою в Червоному Хресті під час Другої Світової війни.
Ґабріель любила писати вірші. Де Робер ніколи не була одружена і не мала дітей. Вона жила разом з батьками та своїми двома неодруженими сестрами.
Де Робер стала другою найстарішою нині живою жителькою Франції, після смерті Онорін Ронделло 19 жовтня 2017 року.
Її ім'я стало відоме громадськості на форумі Les Grands Centenaires Francais в березні 2018 року. Вона відсвяткувала свої 114-ті уродини 4 липня 2018 року.